# Platysenta vecors
Platysenta vecors là một loài bướm đêm trong họ Noctuidae.